# 沈穆夫
沈穆夫（しん ぼくふ、生年不詳 - 399年）は、東晋の人物。字は彦和。本貫は呉興郡武康県。

## 経歴
沈警の子として生まれた。若くして学問を好み、父と同様に『春秋左氏伝』に通じた。王恭の下で前軍主簿をつとめた。穆夫は道教を崇敬して銭唐県の杜子恭に敬事した。杜子恭が死去すると、その門徒の孫泰や孫泰の弟子の孫恩に帰依した。 隆安3年（399年）、孫恩が会稽郡で反乱を起こしたとき、穆夫は会稽におり、孫恩の下で前部参軍・振武将軍・余姚県令となった。12月、孫恩が劉牢之に敗れると、反乱に加担した人々は追及を受け、穆夫は父や弟たちとともに殺害された。

## 子女
- 沈淵子（381年 - 415年）、字は敬深。繁畤県五等侯。参鎮軍軍事・参車騎軍事。劉道規の下で輔国・征西参軍をつとめ、寧蜀郡太守を兼ねた。劉基とともに大薄で蔡猛を斬り、帰還すると太尉参軍となった。司馬休之の乱を討って、徐逵之とともに戦没した。
- 沈雲子（晋安郡太守）
- 沈田子
- 沈林子
- 沈虔子

## 伝記資料
- 『宋書』巻100 列伝第60
- 『南史』巻57 列伝第47